# Eduard Shevardnadze
Eduard Amvrósiyevich Shevardnadze (en georgiano: ედუარდ შევარდნაძე; Mamati, Región de Guria, RSS de Georgia, 25 de enero de 1928-Tiflis, Georgia, 7 de julio de 2014) fue un político y diplomático georgiano que gobernó Georgia durante varios períodos no consecutivos desde 1972 hasta su renuncia en 2003 y también se desempeñó como el último ministro de Asuntos Exteriores soviético de 1985 a 1990. 
Ejerció las funciones de ministro de Asuntos Exteriores de la Unión Soviética bajo la presidencia de Mijaíl Gorbachov desde 1985 hasta la disolución de dicho país en 1991. Tras la disolución de la Unión Soviética, fue Presidente de la República de Georgia desde 1995 hasta el 23 de noviembre de 2003, cuando dimitió debido a la creciente presión popular que siguió a las elecciones parlamentarias.

## Biografía

### Primeros años
Eduard Shevardnadze nació el 25 de enero de 1928 en Mamati, en la República Socialista Federativa Soviética de Transcaucasia, que era una república constituyente de la Unión Soviética. Su padre, Ambrose, era profesor y un devoto comunista y funcionario del partido. Su madre sentía poco respeto por el gobierno comunista y se oponía tanto a la carrera en el partido de Shevardnadze como a la de su padre. Eduard era primo del pintor e intelectual georgiano Dimitri Shevardnadze, que fue purgado bajo el régimen de José Stalin. En 1937, durante la Gran Purga, su padre fue detenido, pero más tarde fue puesto en libertad gracias a la intervención de un oficial del NKVD que había sido alumno de Ambrose.
A los 20 años de edad se alistó al Partido Comunista de la RSS de Georgia y al Partido Comunista de la Unión Soviética (PCUS) en 1948, después de ser instructor del Komsomol durante dos años. No dejó de ascender en el Komsomol georgiano y, tras un mandato como segundo secretario, fue designado primer secretario. Durante su primer mandato en el Komsomol, Shevardnadze conoció por primera vez a Mijaíl Gorbachov.
En 1951, se casó con Nanuli Shevardnadze, cuyo padre fue asesinado por las autoridades en plena purga. Al principio, Nanuli rechazó la propuesta de matrimonio de Shevardnadze, temiendo que sus antecedentes familiares arruinaran la carrera de Shevardnadze en el partido. Estos temores estaban bien justificados; muchas otras parejas murieron por el mismo motivo. Shevardnadze declaró que se desilusionó con el sistema político soviético tras el Discurso secreto de Nikita Jruschov en el XX Congreso del PCUS de 1956. Como a muchos soviéticos, a Shevardnadze le horrorizaban los crímenes perpetrados por José Stalin, y la respuesta del gobierno soviético a las protestas en Georgia de 1956 le escandalizó aún más.
En 1961 fue degradado por el Politburó del Partido Comunista Georgiano tras ofender a un alto cargo. Tras su degradación, Shevardnadze pasó varios años en la oscuridad antes de volver a llamar la atención como Primer Secretario de un distrito de la ciudad de Tiflis. Desafió al Primer Secretario de Tiflis, Otari Lolashvili, y más tarde le acusó de corrupción.

## En la Unión Soviética

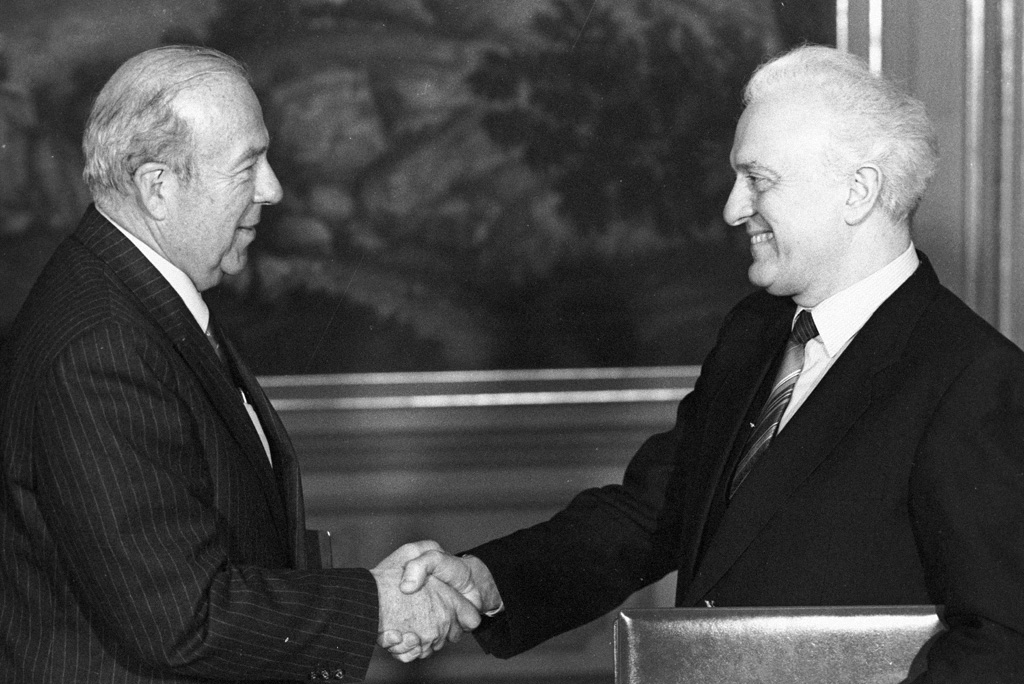
El Ministro de Asuntos Exteriores de la Unión Soviética, Eduard Shevardnadze (derecha) y el Secretario de Estado de los Estados Unidos, George P. Shultz (izquierda) después de firmar el Acuerdo entre los Estados Unidos de América y la Unión de Repúblicas Socialistas Soviéticas sobre la exploración y utilización del espacio ultraterrestre con fines pacíficos.

### Entrada al gobierno de Georgia
Abandonó el trabajo en el partido tras su nombramiento como Primer Adjunto del Ministerio de Orden Público de la RSS de Georgia en 1964. El éxito de su intento de encarcelar a Lolashvili le valió el ascenso al cargo de ministro de Orden Público de la RSS de Georgia en 1965. Tras iniciar una exitosa campaña anticorrupción apoyada por el gobierno soviético, Shevardnadze fue elegido Segundo Secretario del Partido Comunista de Georgia. 
Se ganó una buena reputación por su fuerte rechazo a la corrupción, que era alarmante en la República, despidiendo y encarcelando a cientos de agentes. Uno de los casos más conocidos fue cuando obligó a varios oficiales prominentes a mostrar sus relojes, descubriendo que la mayoría provenían del mercado negro. Ordenó el decomiso de todos aquellos que estaban bajo sospecha de haber sido adquiridos ilícitamente. A pesar de sus esfuerzos, la corrupción siguió siendo un problema en la vida política georgiana. 
En 1968 fue nombrado ministro de Asuntos Internos de la RSS de Georgia (con el rango de General de Policía). Entre el 25 de julio de 1972 y el 29 de septiembre de 1972, Shevardnadze ocupó el cargo de Primer Secretario del Comité de la ciudad de Tiflis del Partido Comunista de Georgia. Un escándalo de corrupción en 1972 provocó la renuncia de Vasili Mzhavanadze, secretario general del Partido Comunista de Georgia. Su caída significó el ascenso de Shevardnadze, dado que Moscú lo veía como el candidato más apropiado para ocupar el puesto. Ya en el cargo, durante su tiempo como secretario general de los comunistas georgianos continuó atacando firmemente la corrupción y la disidencia. 
En 1977, como parte de una campaña en toda la Unión Soviética, su gobierno arrestó a líderes prominentes de la disidencia georgiana bajo la excusa de "actividades antisoviéticas". Entre los arrestados se encontraban Merab Kostava y Zviad Gamsajurdia, quien luego se convertiría en el primer Presidente de Georgia elegido por sufragio popular.
Su línea dura ante la corrupción captó la atención de la directiva soviética. Entró a formar parte del Comité Central del PCUS en 1976, y en 1978 fue ascendido a candidato miembro (sin derecho a voto) del Politburó del Comité Central. 
En 1980, se vio obligado a reiterar que el desarrollo económico y social dependían de "una lucha sin cuartel hacia aquellos fenómenos tan negativos como el soborno, el hurto de propiedades al Partido, tendencias a la propiedad privada, robo y toda aquella desviación de las normas morales del socialismo."
Aunque durante algunos años permaneció en segundo plano, fue consolidando su reputación por su austeridad personal: descartando los beneficios de tan alto cargo, prefería viajar en transporte público antes que usar las limusinas que se facilitaban a los miembros del Politburó. 

### Ministro de Asuntos Exteriores de la Unión Soviética (1985-91)
Sus aspiraciones se vieron cumplidas en 1985, cuando el ministro de Asuntos Exteriores soviético, Andréi Gromyko, renunció a su cargo. El flamante secretario general del PCUS Mijaíl Gorbachov lo propuso y logró su confirmación para el puesto. De esta manera se consolidaba el círculo de jóvenes reformistas que gobernaría la Unión Soviética hasta su disolución final en 1991.
Shevardnadze fue un estrecho aliado de Gorbachov, un firme defensor y como ministro de Asuntos Exteriores soviético uno de los publicistas en el mundo de las políticas de reforma de la glasnost y la perestroika. Desempeñó un papel clave en la distensión que marcó el final de la Guerra Fría. Negoció tratados de desarme nuclear con Estados Unidos. Ayudó a poner fin a la guerra de Afganistán, permitió la reunificación alemana, consiguió que desde la Unión Soviética se respetara la opción popular de acabar con los regímenes comunistas del Bloque del Este y negoció el acuerdo fronterizo sino-soviético de 1991 para el retiró las fuerzas soviéticas de la frontera China. Se ganó el apodo de "El Zorro Plateado".
A finales de la década de 1980, a medida que la Unión Soviética entraba en crisis, Shevardnadze se hizo cada vez más impopular y entró en conflicto con los partidarios de la línea dura soviética, a quienes no gustaban sus reformas y su línea blanda con Occidente. Criticó una campaña de las tropas soviéticas para sofocar un levantamiento en Georgia en 1989. En protesta por la creciente influencia de los partidarios de la línea dura bajo el gobierno de Gorbachov, Shevardnadze dimitió repentinamente en diciembre de 1990, declarando: "Se acerca la dictadura". Sabedor de que su futuro político en la Unión Soviética era escaso, decidió volverse hacia la política local en su nativa Georgia, que se encaminaba hacia la independencia. 
Unos meses más tarde, sus temores se hicieron parcialmente realidad cuando un golpe de Estado fallido contra Gorbachov en agosto de 1991 de los partidarios de la línea dura comunista precipitó el colapso de la Unión Soviética. Shevardnadze se alineó con Gorbachov y regresó brevemente como ministro de Asuntos Exteriores soviético en noviembre de 1991, pero dimitió al mes siguiente, cuando se disolvió formalmente la Unión Soviética.
En 1991, Shevardnadze fue bautizado en la Iglesia Ortodoxa Georgiana.

## Presidente de Georgia (1995-2003)

### Ascenso al poder
La recién independizada República de Georgia eligió como primer presidente a un líder del movimiento de liberación nacional, Zviad Gamsakhurdia, científico y escritor que había sido encarcelado por el gobierno de Shevardnadze a finales de los años setenta. Sin embargo, el gobierno de Gamsakhurdia terminó abruptamente en enero de 1992, cuando fue depuesto en un sangriento golpe de Estado. Shevardnadze fue nombrado Presidente del Parlamento de Georgia en marzo de 1992 y Presidente del Parlamento en noviembre; ambos cargos equivalentes al de Presidente. Cuando se restableció la presidencia en noviembre de 1995, fue elegido con el 70% de los votos. Obtuvo un segundo mandato en abril de 2000, en unas elecciones que se vieron empañadas por denuncias generalizadas de fraude electoral.

### Gobierno
La carrera de Shevardnadze como Presidente de Georgia fue en algunos aspectos más difícil que su anterior carrera como ministro de Asuntos Exteriores soviético. Se enfrentó a muchos enemigos, algunos de los cuales se remontaban a sus campañas contra la corrupción y el nacionalismo durante la época soviética. En 1993 estalló una guerra civil entre los partidarios de Gamsakhurdia y Shevardnadze en el oeste de Georgia, a la que puso fin la intervención rusa del lado de Shevardnadze y la muerte del expresidente Gamsakhurdia el 31 de diciembre de 1993. Shevardnadze sobrevivió a tres intentos de asesinato en 1992, 1995 y 1998. Escapó a un atentado con coche bomba en Abjasia en 1992. En agosto de 1995, sobrevivió a otro atentado con coche bomba frente al edificio del Parlamento en Tiflis. En 1998, su comitiva sufrió una emboscada de entre 10 y 15 hombres armados; murieron dos guardaespaldas.
Shevardnadze también se enfrentó a conflictos separatistas en las regiones de Osetia del Sur y Abjasia. La guerra en la república rusa de Chechenia, en la frontera norte de Georgia, provocó considerables fricciones con Rusia, que acusó a Shevardnadze de dar cobijo a guerrilleros chechenos y, en aparente represalia, apoyó a los separatistas georgianos. Otras fricciones se debieron a la estrecha relación de Shevardnadze con Estados Unidos, que lo veía como un contrapeso a la influencia rusa en la estratégica región del Transcáucaso. Bajo la administración de Shevardnadze, fuertemente prooccidental, Georgia se convirtió en uno de los principales receptores de ayuda exterior y militar estadounidense, firmó una asociación estratégica con la OTAN y declaró su ambición de ingresar tanto en la OTAN como en la Unión Europea.
Al mismo tiempo, Georgia sufría gravemente los efectos de la delincuencia y la corrupción rampante, a menudo perpetradas por funcionarios y políticos bien relacionados. Aunque el propio Shevardnadze no era personalmente corrupto y llevaba una vida bastante modesta, cada vez se mostraba menos dispuesto o incapaz de atajar la corrupción en las altas esferas. Todos sus asesores más cercanos, incluidos varios miembros de su familia, ejercieron un poder económico desproporcionado y se enriquecieron visiblemente]. El índice de corrupción de Transparencia Internacional sitúa a Georgia como uno de los países más corruptos del mundo.
Según el fiscal español José Grinda González, la mafia georgiana liderada por Dzhaba Iosselani durante la década de 1990 se hizo con el control del país y del Estado, y más tarde la dirigió Zakhariy Kalashov durante el gobierno de Shevardnadze. Desde abril de 2006, Khachidze o Lasha Shushanashvilial también ejercen influencia en Georgia, así como Tariel Oniani, de Kutaisi, cerca de Abjasia del Sur.

### Caída
El 2 de noviembre de 2003, Georgia celebró unas elecciones parlamentarias que los observadores internacionales tacharon de injustas[35]. El resultado provocó la ira de muchos georgianos, lo que dio lugar a manifestaciones masivas en Tiflis y otros lugares, denominadas la Revolución de las Rosas. Los manifestantes irrumpieron en el Parlamento el 22 de noviembre, cuando comenzaba la primera sesión del nuevo Parlamento, lo que obligó al Presidente Shevardnadze a escapar con sus guardaespaldas. El 23 de noviembre, Shevardnadze se reunió con los líderes de la oposición Mikheil Saakashvili y Zurab Zhvania para discutir la situación en un encuentro organizado por el ministro de Asuntos Exteriores ruso Igor Ivanov. Tras esta reunión, Shevardnadze anunció su dimisión, declarando que deseaba evitar una lucha sangrienta por el poder "para que todo esto termine pacíficamente y no haya derramamiento de sangre ni víctimas". La dimisión de Shevardnadze como Presidente de Georgia fue el final de su carrera política.

## Muerte y funeral
Shevardnadze pasó sus últimos años viviendo tranquilamente en su mansión de las afueras de Tiflis. A medida que su salud se deterioraba, su participación en la vida pública se redujo mucho. Tras una larga enfermedad, falleció a la edad de 86 años el 7 de julio de 2014.
El expresidente de Georgia Giorgi Margvelashvili y el primer ministro Irakli Garibashvili dieron el pésame a sus familiares. Margvelashvili lo describió como "uno de los políticos distinguidos del siglo XX, que participó en el desmantelamiento del sistema soviético". Y añadió: "También desempeñó un importante papel en la creación de la nueva Georgia y en el desarrollo de nuestro rumbo occidental". Garibashvili afirmó que la "contribución de Shevardnadze fue especialmente importante en el establecimiento del papel geopolítico de Georgia en el mundo moderno". Eduard Shevardnadze fue un político de relevancia internacional, que contribuyó en gran medida a poner fin a la Guerra Fría y a establecer un nuevo orden mundial". El expresidente Mikheil Saakashvili, que derrocó a Shevardnadze en la Revolución de las Rosas de 2003, presentó sus condolencias y afirmó que Shevardnadze fue "una figura significativa para el imperio soviético y para la Georgia postsoviética". Saakashvili declaró que su gobierno no inició un proceso penal contra Shevardnadze, a pesar de las peticiones de algunos políticos y sectores de la sociedad, por "respeto a la institución del Presidente"[46].
Entre otros, el presidente ruso Vladímir Putin y el Secretario de Estado estadounidense John Kerry ofrecieron sus condolencias. Kerry atribuyó a Shevardnadze haber desempeñado "un papel decisivo" en el final de la Guerra Fría, en la reducción del "riesgo de confrontación nuclear" como ministro de Asuntos Exteriores de la Unión Soviética, en garantizar "la soberanía y la integridad territorial de [Georgia] durante la década de 1990" como Presidente de Georgia y en situar al país "en su trayectoria irreversible hacia la integración euroatlántica".
Shevardnadze recibió un funeral de Estado el 13 de julio de 2014, al que asistieron dirigentes políticos georgianos y dignatarios extranjeros, entre ellos el ex Secretario de Estado estadounidense James Baker y el exministro de Asuntos Exteriores alemán Hans-Dietrich Genscher. Tras un servicio religioso en la catedral de la Santísima Trinidad de Tiflis, Shevardnadze fue enterrado junto a su difunta esposa Nanuli Shevardnadze en la residencia Krtsanisi de Tiflis.

## Libros
- Als der Eiserne Vorhang zerriss - Begegnungen und Erinnerungen. Metzler, Peter W., Duisburg 2007, [Aktualisierte, neu konzipierte und ergänzte Ausgabe von Pikri Tsarsulsa da Momawalze - Memuarebi] Die deutsche Ausgabe ist Grundlage für alle Übersetzungen und Ausgaben außerhalb der georgischen Sprache. ISBN 978-3-936283-10-5
- Когда рухнул железный занавес. Встречи и воспоминания.Эдуард Шеварднадзе, экс-президент Грузии, бывший министр Иностранных дел СССР. Предисловие Александра Бессмертных. Übersetzung aus der deutschen in die russische Sprache. Russische Lizenzausgabe von "Als der Eiserne Vorhang zerriss"; Grundlage der russischen Ausgabe ist die deutsche Ausgabe. М.: Издательство "Европа", 2009, 428 с. ISBN 978-5-9739-0188-2
- Kui raudne eesriie rebenes. Übersetzung aus der deutschen in die estnische Sprache. Estnische Lizenzausgabe von "Als der Eiserne Vorhang zerriss"; Grundlage der estnischen Ausgabe ist die deutsche Ausgabe. Olion, Tallinn, 2009. ISBN 978-9985-66-606-7

| Predecesor: Zviad Gamsajurdia | Presidente de Georgia 1995 - 2003 | Sucesor: Ninó Buryanadze |
| Predecesor: Tengiz Sigua      | Primer ministro de Georgia 1993   | Sucesor: Otar Patsatsia  |